# Jan Thunholm
Jan Olov Anders Thunholm, född 5 juli 1931 i Uppsala, död 2 maj 2014 i Eskilstuna, var en svensk målare, tecknare och teckningslärare.
Han var son till folkskolläraren Evert Thunholm och Märta Andersson och gift första gången 1956 med läraren Karin Birgitta Asplund. Thunholm utbildade sig till teckningslärare vid Konstfackskolan i Stockholm 1951–1955 och studerade därefter målning för Bror Hjorth i Uppsala 1956 samt genom självstudier under resor till bland annat Nederländerna, Amerika, Frankrike och Polen samt konsthistoria vid Uppsala universitet. Han medverkade i Liljevalchs Stockholmssalonger och samlingsutställningar med olika konstföreningar. Hans konst består av ett nonfigurativt måleri utfört i olja, akvarell eller tuschlavering.